# Кризис легитимности

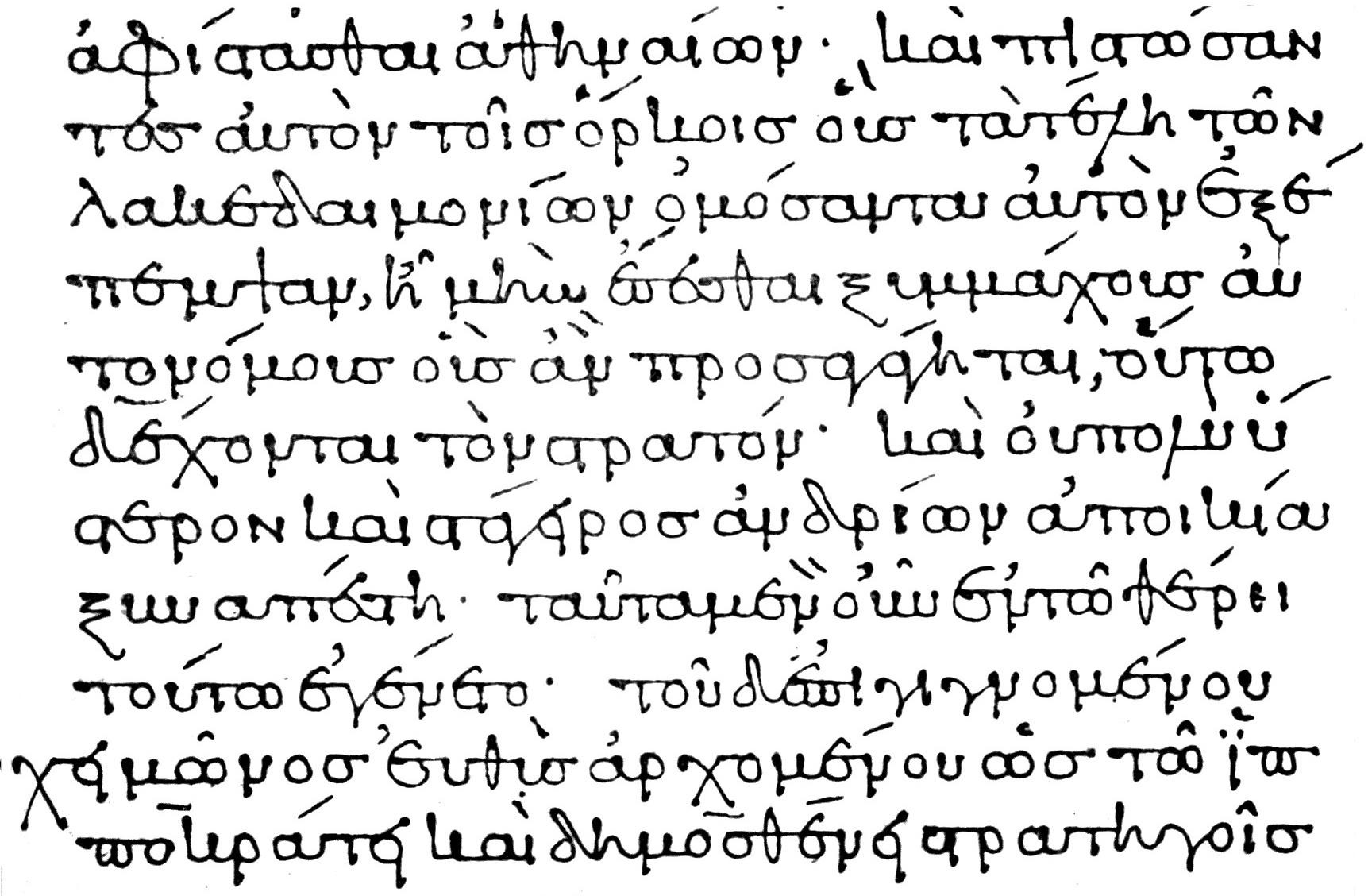
Рукопись сочинений Фукидида, который, как утверждает Моррис Зельдич, был одним из первых людей, написавших о теории легитимности в 423 г. до н. э.

Кри́зис легити́мности — снижение доверия к административным функциям, институтам или руководству. Этот термин впервые был использован в 1973 году немецким социологом и философом Юргеном Хабермасом. Он расширил эту концепцию, заявив, что в условиях кризиса легитимности учреждение или организация не имеет административных возможностей для поддержания или создания структур, эффективных для достижения их конечных целей. Сам термин был обобщен другими учеными, чтобы относиться не только к политической сфере, но также и к организационным и институциональным структурам. Хотя среди социологов нет единства в утверждениях о существовании данного явления, преобладающим способом измерения кризиса легитимности является рассмотрение общественного отношения к рассматриваемой организации.

## Легитимность
С точки зрения политической теории государство считается легитимным, когда его граждане считают, что оно должным образом обладает политической властью и осуществляет ее. Хотя этот термин существует за пределами политической сферы, поскольку он охватывает социологию, философию и психологию, легитимность часто упоминается в отношении акторов, институтов и политических порядков, которые они образуют. То есть они могут рассматриваться как легитимные или нелегитимные. Когда политические акторы участвуют в процессе легитимации, они добиваются легитимности для себя или для другого института. Согласно Моррису Зельдичу-младшему, почетному профессору социологии в Университете Стэнфорда, теории легитимности охватывают 24 столетия начиная с «Истории Пелопоннесской войны» Фукидида.

## Теории легитимности

#### Аристотель

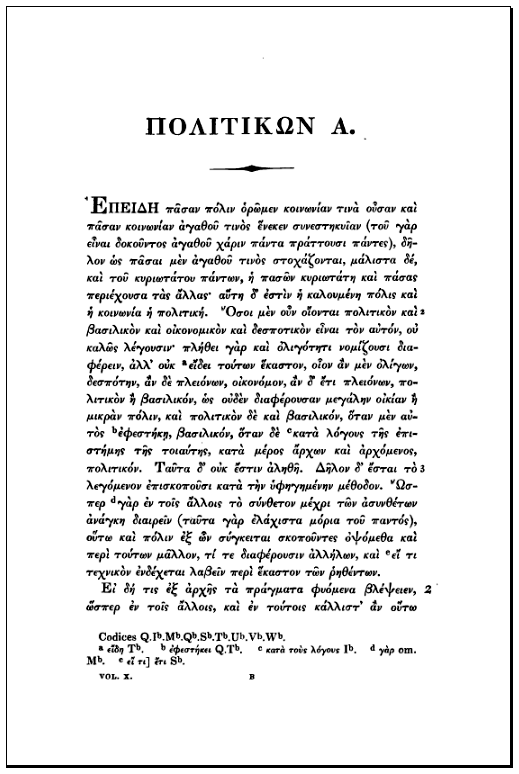
Первая страница «Политики» Аристотеля. Около 335—323 г. до н. э.

Некоторые из самых ранних представлений о легитимности пришли из ранней греческой мысли. Аристотель, в основном, был озабочен стабильностью правительства. Хотя он утверждает, что легитимность зависит от конституционализма и согласия, он предполагает, что политическая стабильность зависит от легитимности вознаграждений. В своей книге «Политика» Аристотель утверждает, что способы распределения вознаграждений находятся внутри политики, а распределительная справедливость (правильное распределение вознаграждений в соответствии с заслугами) — это то, что делает правительство стабильным. С другой стороны, когда существует распределительная несправедливость, правительство становится нестабильным. Озабоченный справедливостью и различением правильных и неправильных основных законов, Аристотель основывает легитимность на верховенстве закона, добровольном согласии и общественных интересах. Хотя обе теории Аристотеля о распределении вознаграждений и легитимности конституции имеют дело с легитимацией, первая делает акцент на признании субъектами справедливости вознаграждений, в то время как вторая связана с признанием субъектами «морального обязательства подчиняться системе власти».

#### Жан-Жак Руссо
Подробно излагая идею в «Общественном договоре», Руссо настаивает на том, что легитимность правительства зависит от «общей воли» его членов. Сама общая воля — это общие интересы всех граждан, направленные на обеспечение общего блага для всех, в отличие от индивидуальных интересов. Люди, выражающие такую волю, по мнению Руссо, это те, кто по согласию вступил в гражданское общество. Однако для политической легитимности недостаточно неявного согласия; скорее, требуется активное участие граждан в обосновании законов государства посредством общей воли народа. Руссо считает республиканское или народное правление легитимным, а тиранию и деспотизм — нелегитимными.

#### Макс Вебер
Согласно Веберу, политический режим является легитимным, когда граждане верят в него. В своей книге «Теория социальной и экономической организации» Макс Вебер развивая эту идею, пишет: «Основой любой системы власти и, соответственно, любой готовности подчиняться является вера, в силу которой лица, осуществляющие власть, пользуются авторитетом». Вебер выделяет три основных источника легитимного правления: традиционный (так было всегда), рационально-правовой (доверие к законности) и харизматический (вера в правителя). Однако, как он объясняет в своей книге «Экономика и общество», эти идеальные формы легитимности неизбежно будут пересекаться. Например, законность отчасти традиционна, поскольку она «устоявшаяся и привычная». Он утверждает, что благодаря наличию законной власти и тому, как законная власть структурирует общество, граждане, не разделяющие веру в эту законность, по-прежнему сталкиваются со стимулами действовать так, как если бы они сами что-то делали.

#### Марк К. Сучман
В своей книге «Управление легитимностью: Стратегический и институциональный подходы», Сучман определяет легитимность как «обобщенное восприятие или предположение, что действия организации желательны, правильны, уместны в рамках некоторой социально выстроенной системы норм, ценностей, убеждений и определений». Позже он дополняет это определение, заявляя, что поскольку легитимность присваивается обществом, она не зависит от отдельных участников, но зависит от коллективного электората. Другими словами, организация является легитимной, если она пользуется общественным одобрением, даже если действия организации могут отклоняться от отдельных интересов индивида. Сучман выделяет три типа легитимности: прагматическая, моральная и когнитивная легитимность.

##### Прагматическая легитимность
Прагматическая легитимность опирается на собственные интересы избирателей организации, при этом они тщательно изучают действия и поведение организации, чтобы определить их последствия. Сама она подразделяется Сучманом на три подраздела: легитимность обмена, легитимность влияния и диспозиционная легитимность. Сучман определяет обменную легитимность как поддержку организационной политики из-за выгоды для избирателей. Легитимность влияния — это поддержка организации не в связи с выгодами, которые, по мнению избирателей, они получат, а скорее в связи с их верой в то, что организация будет отвечать их большим интересам. Диспозиционная легитимность определяется как поддержка организации в связи с хорошими качествами, которыми, по мнению избирателей, обладает организация, такими как надежная, порядочная или мудрая. Это связано с тем, что люди обычно персонифицируют организации и характеризуют их как автономно существующие субъекты.

##### Моральная легитимность
Моральная легитимность зависит от того, считаются ли действия организации или учреждения моральными. Другими словами, если избиратели считают, что организация нарушает правила политической или экономической системы по аморальным причинам, то это может угрожать моральной легитимности. Сучман разбивает моральную легитимность на четыре подраздела: последовательная, процедурная, структурная и личная легитимность. Последовательная легитимность относится к тому, чего организация достигла на основе критериев, специфичных для неё самой. Процедурная легитимность может быть получена организацией путем следования социально формализованным и принятым процедурам (например, регулятивный надзор). В случае структурной легитимности люди считают организацию легитимной, поскольку ее структурные характеристики позволяют ей выполнять определенные виды работ. Сучман называет такую организацию «организацией, подходящей для этой работы». Наконец, личная легитимность относится к легитимности, которая проистекает из харизмы отдельных лидеров.

##### Когнитивная легитимность
Когнитивная легитимность возникает, когда организация преследует цели, которые общество считает правильными и желательными. Поддержка организации со стороны избирателей обусловлена не корыстными интересами, а скорее ее само собой разумеющимся характером. Когда организация достигла этого само собой разумеющегося статуса, она находится вне несогласия. Если моральная и прагматическая легитимность имеют дело с некоторой формой оценки, то когнитивная легитимность — нет. Вместо этого, при таком виде легитимности общество принимает эти организации как необходимые или неизбежные.

## Возникновение кризиса легитимности
| Точка возникновения         | Системный кризис      | Кризис идентичности |
| --------------------------- | --------------------- | ------------------- |
| Экономическая подсистема    | Экономический кризис  | —                   |
| Политическая подсистема     | Кризис рациональности | Кризис легитимности |
| Социо-культурная подсистема | —                     | Кризис мотивации    |

Немецкий социолог и философ Юрген Хабермас первым использовал термин «кризис легитимности», который он определил в одноименной книге «Кризис легитимности», вышедшей в 1973 году. Он определил его как кризис идентичности, возникающий в результате потери доверия к административным институтам, который происходит, несмотря на то, что институты все еще сохраняют законные полномочия для управления. При кризисе легитимности управляющие структуры не могут показать, что они выполняют ту роль, ради которой они были созданы.

#### Определение кризиса
Кризис — это состояние опасности, возникающее из-за противоречивых мотиваций подсистем внутри самозамкнутой системы. Согласно Хабермасу, определение данного термина, используемое в социальных науках, часто основывается на принципах теории систем. Однако он утверждает, что кризис правильно понимать в двух измерениях — объективном и субъективном, хотя эту связь трудно уловить с помощью традиционных подходов, таких как теория систем или теория действия.
Различие между социальной и системной интеграцией помогает провести различие между объективными и субъективными компонентами кризисов. Социальная интеграция относится к тому, что Хабермас называет «жизненным миром», термин, адаптированный из трудов Альфреда Шюца, который состоит из консенсусной основы общих взглядов и понятий, включая нормы и ценности, на которых строится общество. Системная интеграция, в свою очередь, относится к детерминантам общества, которые разрушаются, когда их структуры «допускают меньше возможностей для решения проблем, чем необходимо для их дальнейшего существования». Принципами рационализации являются эффективность, вычисляемость, предсказуемость и контроль, которые характерны для систем, в том виде, в котором на них ссылается Хабермас.

#### Социальные формации
| Социальная формация          | Принцип организации                                                                  | Социальная и системная интеграция                                                               | Тип кризиса                                             |
| ---------------------------- | ------------------------------------------------------------------------------------ | ----------------------------------------------------------------------------------------------- | ------------------------------------------------------- |
| Примитивная                  | отношения родства: основные роли (возраст, пол)                                      | нет разделения между социальной и системной интеграцией                                         | вызванный внешними обстоятельствами кризис идентичности |
| Традиционная                 | управление политическим классом: власть государства и социально-экономические классы | функциональное разделение между социальной и системной интеграцией                              | внутренне предопределённый кризис идентичности          |
| Либерально-капиталистическая | управление неполитическим классом: наёмный труд и капитал                            | системно-интегрированная экономическая система также берёт на себя задачи социальной интеграции | системный кризис                                        |

В рамках социальной системы существуют три подсистемы: экономическая, политическая и социокультурная. Подсистема, которая принимает на себя функциональное первенство в обществе, определяется типом общественной формации, существующей в обществе. Социальная система может быть потенциально охарактеризована, как принадлежащая к одному из четырех типов общественных формаций: примитивной, традиционной, капиталистической (либеральной и развитой/организованной капиталистической) и посткапиталистической. Каждый из этих типов общества, за исключением примитивного, является классовым обществом. Принцип организации социальной системы определяет, когда возникают кризисы и какой тип кризиса преобладает в каждом типе социальной системы.
Примитивные общественные формации институционально построены вокруг родства, а роли возраста и пола составляют принцип организации этих обществ. Кризисы в этих формациях возникают из-за внешних факторов, подрывающих семейную и племенную идентичность, поскольку из этого принципа организации не вытекают противоречивые императивы.
Традиционные общественные формации организованы в политической форме классового господства. Этот принцип требует легитимации, поскольку возникающие подсистемы служат либо системной, либо социальной интеграции. Кризисы в этих формациях происходят из внутренних противоречий между «претензиями на действительность… норм и оправданий, которые не могут явно разрешать эксплуатацию, и классовой структурой, в которой привилегированное присвоение производимого обществом богатства является правилом». Эти социальные формации расширяют сферу своего контроля за счет усиленной эксплуатации рабочей силы, либо прямо через физическую силу, либо косвенно через принудительные выплаты. В результате кризисы в традиционных социальных формациях возникают из-за проблем управления, которые создают опасность для системной интеграции и угрожают идентичности общества.
Либеральный капитализм имеет принципом организации «отношения наемного труда и капитала, которые закреплены в системе буржуазного гражданского права». Одной из граней этой общественной формации является «политическая анонимизация классового правления», в результате которой социально доминирующий класс должен убедить себя в том, что он больше не правит. Хабермас утверждает, что именно по этой причине неограниченная коммуникация необходима для социального прогресса, поскольку анализ и критика буржуазного общества — это один из способов «сорвать маску» с его идеологии и заставить буржуа столкнуться с противоречием между идеей и реальностью своего общества. Кризисы в либеральном капитализме возникают из-за нерешенных проблем экономического управления. В результате рынки управляют общественной формацией не только с помощью денег и власти, но и с помощью идеологии, хотя и выглядят анонимными и неполитическими сущностями.
Принцип организации развитого капитализма заключается в процессе экономической концентрации. Эта общественная формация существует, когда капиталистическая модель глубоко интегрируется в общество и продолжает интенсивно развиваться в течение длительного периода времени. Кризисные тенденции развитого капитализма проистекают из трех подсистем: экономических кризисов экономической системы; кризисов рациональности и легитимации политической системы; и мотивационных кризисов социокультурной системы.

#### Тенденции кризиса легитимации
Политическая подсистема социального мира требует на входе массовой лояльности, чтобы произвести на выходе легитимные административные решения, которые исполняются государством . Кризис рациональности — это кризис на выходе, который возникает, когда государство не в состоянии удовлетворить требования экономики. Кризис легитимности, с другой стороны, — это кризис на входе, который возникает, когда «система легитимности не в состоянии поддерживать необходимый уровень массовой лояльности». Это — кризис идентичности, в котором администрация оказывается не в состоянии создать нормативные структуры в объеме, необходимом для надлежащего функционирования всей системы. В результате государство теряет поддержку населения, когда электорат начинает считать его администрацию неподотчетной. Эта потеря общественного доверия является одной из многих характеристик кризиса легитимности, среди которых такие проблемы, как несогласованность политики и потеря институциональной воли.

### Исторические примеры
В прошлом было много примеров социальных потрясений и системных смен власти, которые можно классифицировать как кризисы легитимности. Согласно Хабермасу, все эти события произошли как естественное следствие производственного развития общества, поскольку социальная система изо всех сил пытается приспособиться к напряжению в производственных отношениях. Другими словами, по мере развития «технических знаний» в обществе нарушается равновесие между техническими и политическими аспектами производства, что может привести к кризису, если дисбаланс не будет исправлен адекватным развитием «морально-практических знаний». Ярким примером этого является процесс индустриализации, где создание заводов и массовых трудовых сил часто предшествует внедрению государственного регулирования, прав рабочих и созданию профсоюзов. Как объясняет социолог Роберт Мертон, группа наиболее успешна и стабильна, когда она удовлетворена достижением своих институциональных целей (силы производства), а также институциональными нормами и правилами, принятыми для достижения этих целей (отношения производства). Поэтому, чтобы сохранить легитимность, общество, состоящее как из правительства, так и из управляемых, должно участвовать в постоянной и конкурентной переоценке своих целей и норм, чтобы убедиться, что они продолжают удовлетворять потребности общества. Создание новых общественных движений имеет важное значение для этого процесса.
Исторически наиболее стабильными обществами были те, которые пользовались широким признанием как институциональных целей общества, так и средств, используемых для их достижения. Напротив, каждый кризис легитимности происходил тогда, когда большая и/или важная часть общества категорически не соглашалась с некоторыми или всеми аспектами институциональных норм, установленных и продвигаемых определенным режимом или правительством. Когда правительство теряет поддержку, оно рискует потерять свою легитимность, поскольку общество начинает сомневаться в основаниях, на которых построены претензии правительства на власть. При преодолении этих кризисов отдельные лица и группы лиц в обществе прибегают к различным способам приспособления или адаптации. Исторически они обычно проявляются в форме революций, переворотов и гражданских войн.

Кроме того логика легитимности сильно зависит от развернутой системы господства. Фактически, именно логика легитимности определяет способы подчинения граждан и подданных власти или противостояния власти. Другими словами, основа любого притязания на легитимность часто является основой для сопротивления этому притязанию на легитимность. Например, в некоторых обществах экономические достижения при определенном режиме или правительстве составляют основу для его претензий на легитимность; в этих обществах встречные претензии к легитимности зачастую подчеркивают экономические неудачи, чтобы стратегически подорвать авторитет режима или правительства. Макс Вебер, который впервые выдвинул этот тезис, резюмирует его следующими словами:
каждая… система [господства] пытается установить и культивировать веру в свою легитимность. Но в зависимости от вида легитимности, на которую оно претендует, тип послушания, тип административного персонала, созданного для его обеспечения, и способ осуществления власти будут в корне отличаться друг от друга.

#### Революционная Франция
События Французской революции с 1789 по 1799 год и социально-политические изменения, которые она в себе содержала, можно классифицировать как кризис легитимности. Революция была характерна для того времени в Европе, когда божественное право монархического правления подрывалось и трансформировалось, а вместо него подчеркивались универсальные права простых граждан. Следовательно, мифологические мировоззрения, которые лежали в основе правящих институтов права и которые связывали популярные представления о морали, были заменены более рациональными.

#### Китайская Народная Республика
Кризис легитимности в Китае произошел после десятилетий борьбы за власть и культурных сдвигов, продолжавшихся с 1960-х годов. Сам кризис легитимности стал результатом ряда экономических и политических реформ, проведенных Коммунистической партией Китая в рамках попытки спасти свою репутацию после того, как социалистическая политика и популистское руководство Мао Цзэдуна в 60-х и 70-х годах оставили китайскую экономику в плохом состоянии.
Во время правления Мао был заключен неформальный общественный договор, по которому правительство предоставляло социалистические блага (например, пищу и жилье, медицинское обслуживание, образование, гарантии занятости, стабильные цены, социальную стабильность и устранение социальных пороков) в обмен на согласие общества на однопартийное правление и потерю некоторых гражданских свобод и политических прав. Однако в разгар периода, называемого «культурной революцией», с 1966 по 1976 год, общественный договор оказался под угрозой, поскольку политическая и социальная стабильность ослабла. Когда Мао умер в 1976 году, последовал короткий кризис легитимности, поскольку культ личности исчез вместе с ним, а коммунистическая партия Китая осталась без последнего прочного основания для власти. Поскольку основная социалистическая политика партии также потерпела неудачу, для восстановления и поддержания легитимности партия была вынуждена отказаться от своей давней ориентации на марксистскую идеологию, экономический социализм и призывы и сосредоточиться на политической и экономической рационализации, а также упрочнению правовых оснований своей деятельности. Экономические достижения партии (например, повышение уровня жизни, рост и развитие) в рамках новой либерализованной политики стали основным доказательством ее легитимности. По сути, реформы представляли собой уверенный переход от экономики, ориентированной на контроль, к более рыночной, капиталистической.
С переходом к капитализму коммунистическая партия Китая столкнулась с новым кризисом легитимности, поскольку она нарушила условия ранее заключенного общественного договора (выросла инфляция, увеличился разрыв в доходах, возросла незащищенность рабочих мест, ухудшились программы социального обеспечения и вернулись социальные пороки), а претензии коммунистической партии Китая на однопартийное правление были поставлены под сомнение, поскольку общественность начала задаваться вопросом, зачем нужна партия, если социализм провалился, а капитализм — это выход; в конце концов, лидеры коммунистической партии Китая были не самыми квалифицированными для проведения рыночно-ориентированных экономических реформ. Сдвиг в сторону капиталистической политики в сочетании с неспособностью коммунистической партии Китая смириться с возросшим давлением в сторону политической либерализации и демократизации, в конечном итоге, вылился в китайское демократическое движение и протесты на площади Тяньаньмэнь в 1989 году.

#### Постколониальная Африка
В двадцатом веке, когда африканские государства приспосабливались к постколониальной независимости, кризисы легитимности и распады государства были постоянной угрозой. Хотя в большинстве африканских государств по всему континенту власть успешно перешла от колониального к независимому правлению, некоторые попытки перехода привели к краху. В Конго, например, государство распалось, поскольку соответствующие институты (например, армия, исполнительная власть, местные органы управления, население) отказались признавать власть друг друга и работать вместе. Для восстановления государства потребовалось международное вмешательство и приход к власти сильного человека при попустительстве иностранных государств.
В других африканских странах распад государства не был сугубо постколониальной проблемой, поскольку большинство государств с определенным успехом переходили от одного режима к другому. Однако проблемы возникли, когда последующие режимы (и более поздние) начали свергать первоначальные националистические режимы. Чад, Уганда и Гана являются примерами такого развития событий — в каждом из них успешно установленный, но неработающий независимый режим был заменен военным режимом, который сумел сконцентрировать власть, но не смог эффективно ею распорядиться. Вскоре последовал кризис легитимности и распад государства.

#### Восточная Европа

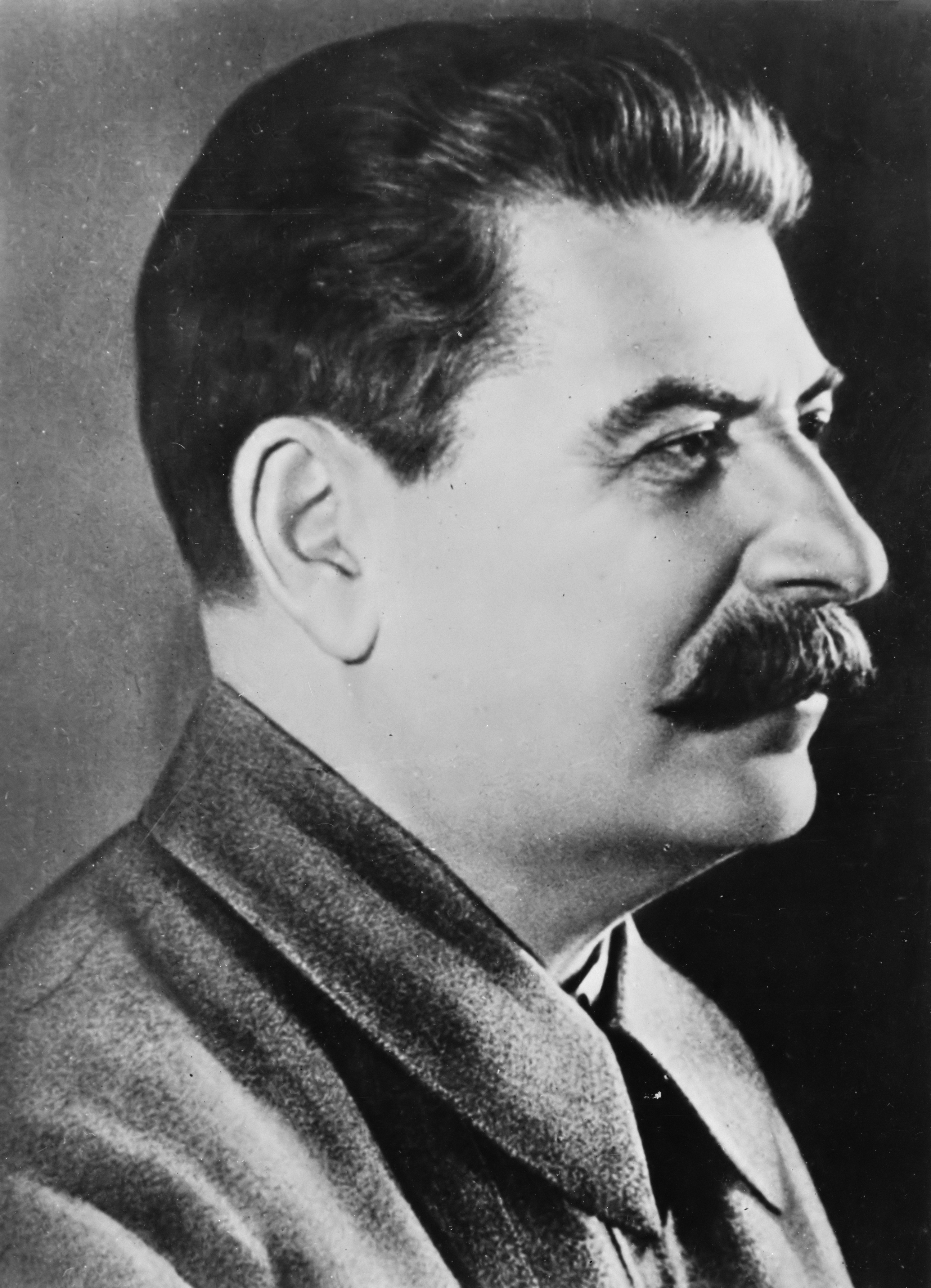
Сталинский бренд коммунизма успешно закрепился благодаря сочетанию террора и харизмы.

В странах Восточной Европы, где господствующей системой был сталинизм, легитимность системы зависела от внушения страха гражданам и харизмы государственного лидераКурсивное начертание. Именно эта стратегия сработала для самого Сталина в СССР, поскольку его террор и харизма породили сильный культ личности, который привел к тому, что власть и легитимность оказались только в руках Сталина. Однако для других стран Восточной Европы советский коммунизм был чужой системой, которую нужно было интегрировать. Это оказалось серьезной проблемой, поскольку коммунистическим лидерам других восточноевропейских государств не хватало харизмы Сталина.
Более того, коммунизм был внедрен в других восточноевропейских государствах (например, в Румынии, Венгрии, Польше) в гораздо более короткие сроки и развивался совсем не так, как в СССР. Например, в Венгрии коммунистическая партия первоначально пришла к власти через молчаливое согласие коалиционного правительства. Со временем партия начала стратегически завоевывать все большую власть и избавляться от конкуренции. Однако демократические средства, которые коммунистические партии в этих государствах первоначально использовали для получения власти, потеряли доверие, когда их стали рассматривать как жестокую тиранию на службе у чужой власти. В конечном итоге, популистские действия — наделение крестьян землей, социальная и экономическая стабильность, социальные пособия — уступили место жестоким коллективистским реалиям, поскольку лидеров обвиняли в тех же реформах, за которые их когда-то хвалили.

### Современные примеры

#### Тунис

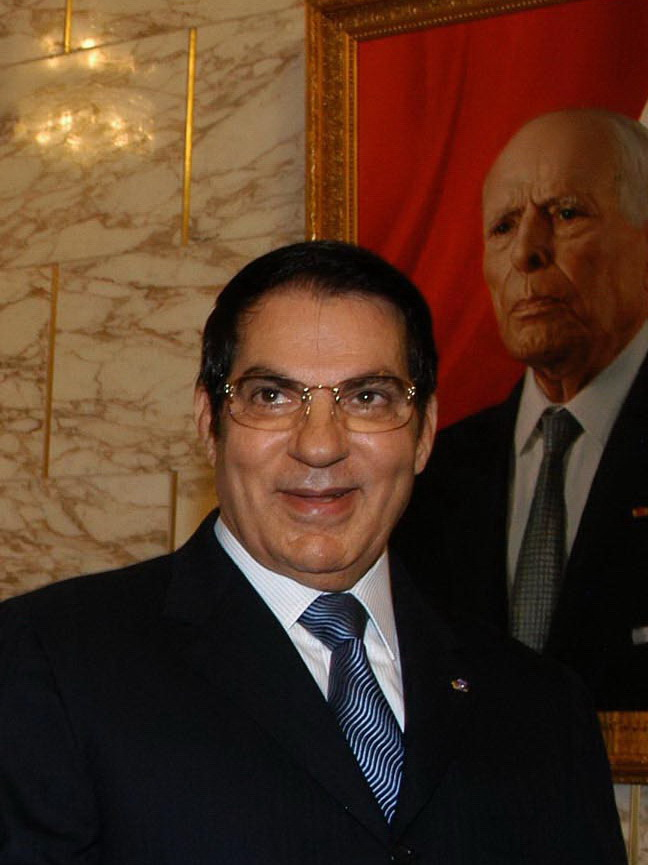
Бен Али, бывший президент Туниса, был свергнут тунисским народом, когда в его государстве в конце 2010 года началась Арабская весна.

Тунисская революция началась с самосожжения Мохамеда Буазизи 17 декабря 2010 года, хотя официальным началом движения можно также считать забастовку шахтеров в западно-центральном городе Гафса в 2008 году. Тунисский народ сверг Бен Али, который ввел полицейское государство. Революция, как и другие революции «арабской весны», последовавшие вскоре, была вызвана повальной бедностью, ростом цен на продовольствие и хронической безработицей. Тунисцы требовали демократии, прав человека, прекращения коррупции и прекращения применения закона о борьбе с терроризмом 2003 года, который фактически криминализировал их религиозные идеи и практики.
Предыдущая легитимность тунисского правительства была основана на сочетании харизмы светского наследия бывшего президента Бургибы и легитимности достижений, опирающейся на модернизацию тунисского государства. После того, как эта легитимность потерпела крах и сопровождавший ее режим пал, исламистская Партия возрождения попыталась обеспечить легитимность через критику предыдущего режима. Тунис начал модернизацию «сверху вниз», возглавляемую гражданской, городской и светской мелкой буржуазией, контрастируя с военными переворотами в Египте, Сирии и Ираке, руководством традиционных элит в Марокко и Ливии и руководством революционного вооруженного крестьянства в Алжире.
Тунисцы потребовали сформировать Национальное учредительное собрание, которому будет поручено написание новой конституции. Партии прежнего режима, Демократическому конституционному объединению, было запрещено участвовать в перевыборах, а Партия возрождения получила 40 % голосов на выборах под наблюдением высшего независимого органа в апреле 2011 года. Получив 89 из 217 мест, Партия возрождения сформировала в Национальном учредительном собрании коалицию в форме триумвирата с Республиканским конгрессом и партией Эттакатол.
Затем Партия возрождения получила значительный контроль во власти, назначив 83 % государственных служащих на всех уровнях, и закрыла СМИ, совершив физические нападения на сотни журналистов. Партия возрождения также подозревалась в нескольких убийствах, что привело к отставке премьер-министра Хамади Джебали в апреле 2013 года. Партия возрождения также не смогла разработать конституцию к согласованному сроку в один год, что заставило многие политические партии, включая крупнейшую политическую партию Nidaa Tounes, объявить о прекращении избирательной легитимности Партии возрождения.
Затем тунисская общественность и политические партии потребовали компромиссной легитимности, которая заключалась в обязательном национальном диалоге между Партией возрождения и другими правящими членами национального учредительного собрания, который начался в октябре 2013 года. Это фактически вынудило Партию возрождения вести переговоры о своем немедленном выходе из правительства, в то же время признавая текущую несостоятельность исламизма как средства легитимности. Национальный диалог, который все еще продолжается, направлен на создание законного правительства, прекращение законодательного процесса по разработке конституции и избирательного кодекса, а также создание независимого органа для организации выборов и установления их окончательной даты.

#### Ливия

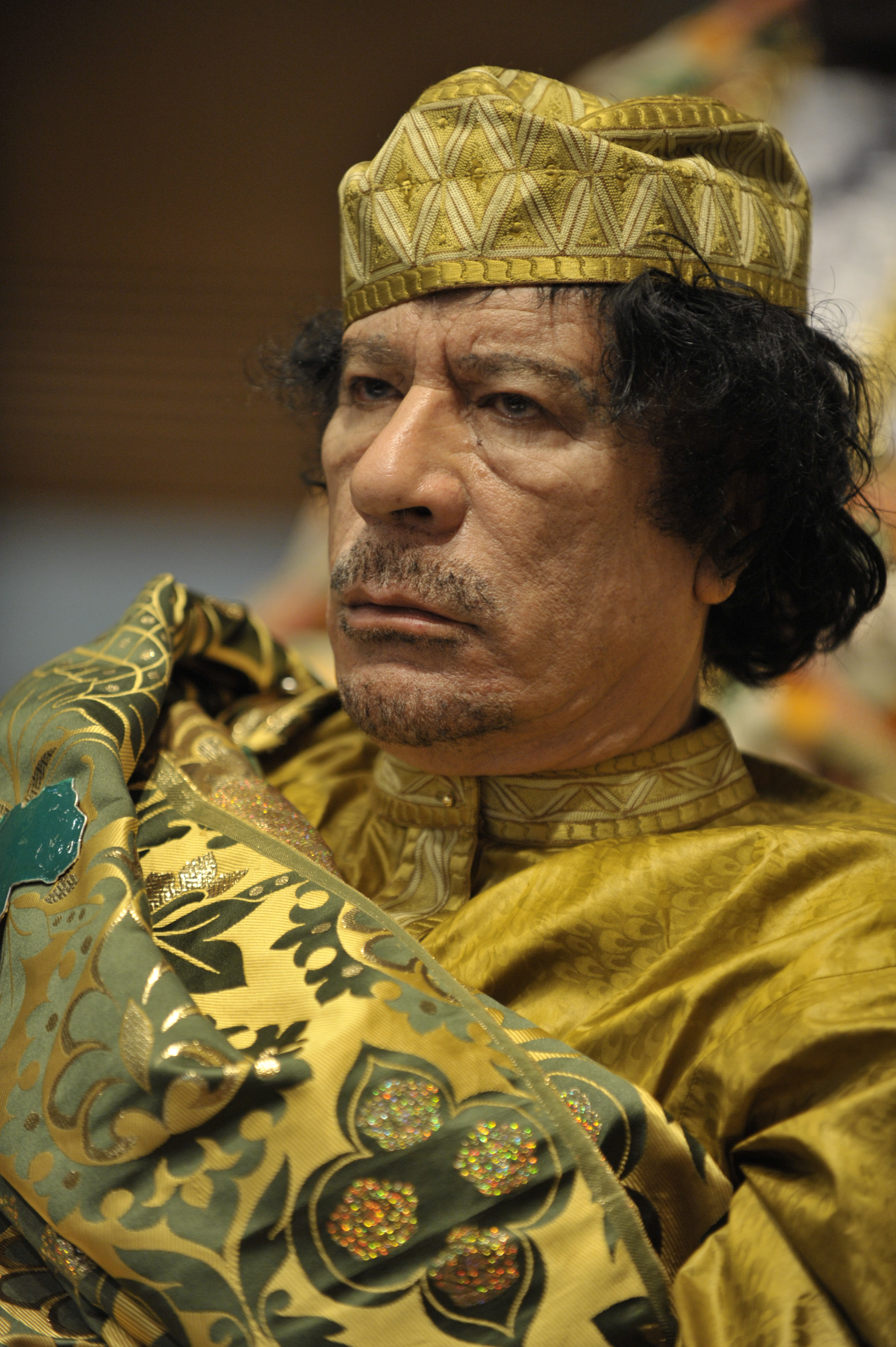
Муаммар Каддафи, бывший лидер Ливии, удерживал власть в течение четырех десятилетий и жестоко боролся с протестующими во время восстания арабской весны 2011 года в Ливии.

Ливийская революция также считается частью арабской весны, начавшейся 15 февраля 2011 года, всего через несколько месяцев после событий в Тунисе. Революция свергла Муаммара Каддафи , который был правителем Ливии в течение четырех десятилетий и объединил страну под лозунгами панарабизма, общей географии, общей истории и ислама. Революция была попыткой заменить эти формы легитимности демократической легитимностью через Национальный переходный совет.
Легитимность Каддафи пошла на убыль, поскольку его режим не смог принести пользу наиболее нуждающимся в государстве. Хотя Ливия занимает девятое место в мире по величине известных нефтяных месторождений, а ее население составляет всего 6,5 миллионов человек, в 2010 году опросы Gallup показали, что 29 % молодых ливийцев были безработными, а 93 % молодых ливийцев охарактеризовали свое состояние как «тяжелое» или «страдающее». Когда протестующие вышли на улицы, Каддафи направил танки, самолеты и наемников, чтобы атаковать их, спровоцировав череду дезертирства и, тем самым, еще больше подорвав свою легитимность как правителя. Фактическое число погибших в результате этих атак неизвестно, поскольку режим Каддафи прекратил вещание как мировых, так и местных СМИ и других средств связи . Однако в конечном итоге, слабый в военном отношении режим Ливии был преодолен, и Каддафи был убит 20 октября 2011 года, что привело к распаду режима.
После ухода Каддафи старейшины племен, общественные организации, молодежные группы, городские советы и местные группировки вмешались, чтобы заполнить вакуум власти. В Ливии есть много различных племен, не все из которых поддержали смену режима, что затрудняет установление новой формы легитимности. Однако, в отличие от Египта, в Ливии нет укоренившегося класса офицеров или судебной системы, которые могли бы продлить или воспрепятствовать переходу страны к демократии. После революции ни одна группа не доминировала, хотя несколько группировок, более известных как катибы, смогли проявить значительную силу.
Катибы представляют собой «вооруженные боевые группы численностью от 20 до 200 человек, сформированных вдоль границ района, города или региона». Эти группировки играли центральную роль в военной мощи революционных сил. После свержения Каддафи мощные группировки из Мисраты и Зинтана совершили набег на Триполи, столицу Ливии, «разграбили автомобили, захватили министерства и расположились лагерем в ключевых учреждениях, таких как аэропорт и нефтяные месторождения», чтобы получить политическую власть.
Чтобы установить демократическую легитимность и суверенитет, Национальный переходный совет должен был разобраться с этими группировками, и этот процесс до сих пор был в основном безуспешным из-за недоверия между двумя сторонами и нелегитимной с точки зрения народа, но несмотря на это ощутимой военной силы группировок. Чтобы прочно установить демократическую легитимность, Национальный переходный совет пытается разработать новую конституцию. Он также испытывает трудности в решении этой задачи, из-за чего путается обращаеться к первой конституции Ливии 1951 года.

#### Йемен
Еще до революции 2011 года легитимность режима бывшего президента Йемена Али Абдуллы Салеха опиралась на сеть покровительства, основанную на укоренившейся системе йеменских племен, фактически связывая политическую легитимность Салеха с гораздо более устоявшейся и надежной социально-политической легитимностью племен. Йемен исторически является племенным, племена отвечают за оборону, поддержание мира, защиту и поощрение торговли и рынков, запрет или облегчение путешествий. Для многих йеменцев племенные системы являются «основной или единственной административной системой, которую они знают». Племена эффективно функционируют как местные органы власти, устанавливая генераторы и водяные насосы, открывая школы и предоставляя общественные услуги. Таким образом, для многих «государство не является представителем йеменской нации, к которой они считают себя принадлежащими».
Йеменская революция, также являющаяся частью «арабской весны», была вызвана потерей легитимности режимом Салеха. Йеменская молодежь хотела отставки Салеха и «более подотчетной и демократической системы». Хотя реформы шли медленно из-за отсутствия поддержки международного сообщества и бедности протестующих, так как Йемен является беднейшей страной арабского мира, движение против Салеха набирало силу, и высокопоставленные правительственные чиновники и лидеры племен присоединились к оппозиции против Салеха. Наиболее значительным правительственным чиновником, присоединившимся к революционному движению, был генерал-майор Али Мохсин Аль-Ахмар, который приказал своим войскам защищать антиправительственные демонстрации.
Салех был свергнут, а его преемник, Абду Рабу Мансур Хади, был избран на голосовании главой переходного правительства, в которое вошли оппозиционный блок, Партии совместного совещания, пятипартийный альянс, включающий ведущую исламистскую партию Ислах и Йеменскую социалистическую партию, Насиристскую партию народного единства и две небольшие исламистские партии Зейдитов. Конференция по национальному диалогу, начатая в марте 2013 года, собрала 565 делегатов от этих партий для того, чтобы совместно написать конституцию и решить давние проблемы управления Йеменом, такие как борьба с терроризмом, развитие страны и Южное сепаратистское движение.
Хотя Йемен был единственной страной «арабской весны» 2011 года, которая пришла к урегулированию путем переговоров с нынешним режимом и выработала план перехода к национальному диалогу, к 2013 году «не произошло значительного перераспределения ресурсов или твердой власти за пределами традиционной элиты». Пережитки режима Салеха и отсутствие поддержки со стороны южных племенмешали проведению конференции по национальному диалогу, которая в итоге завершилась на четыре месяца позже, чем ожидалось, в январе 2014 года. Дальнейшие выборы были отложены на неопределенный срок, что привело к предположениям, что Хади и члены парламента сохранят свои посты на неопределенный срок. Из-за этих сложностей в настоящее время в Йемене не существует легитимного объединяющего политического органа.

### Международные кризисы легитимности
Последствия международного кризиса легитимности обычно простираются дальше, чем внутренние кризисы, учитывая, что действующие лица обладают властью над несколькими разными странами. Международные кризисы могут угрожать стабильности в отношениях между странами, повышая вероятность возникновения конфликта.

#### Европейский Союз
Европейский союз (ЕС) — это орган управления 28 европейскими странами. Европейский союз не обладает полной легитимностью по отношению к гражданам 28 стран, поскольку управляет только в сфере политики и экономики. Кроме того, ЕС не работает по принципу большинства, что означает, что любая страна может наложить вето на законы. ЕС пережил кризис легитимности, когда попытался принять конституцию, которая провалилась на референдуме по европейской конституции во Франции в 2005 году.

#### США
В эпоху холодной войны большинство европейских стран уважали авторитет США как международного лидера. Европейцы принимали США как главного защитника от СССР. Однако после падения СССР, по мнению некоторых ученых, США больше не были нужны европейцам для этой цели и поэтому потеряли международную легитимность.

### В США

#### 1950-е — 1980-е годы
В этот период многие политические теоретики признали, что США переживают кризис легитимности. Меньшинства в США начали сомневаться в легитимности правительства, потому что они чувствовали, что им отказывают в правах. Это умонастроение вылилось в движения, начавшиеся с Движения за гражданские права, в котором в первую очередь участвовали афроамериканцы и студенты колледжей, но со временем оно охватило большую часть населения. Реакция правительства США на кризис легитимности конца двадцатого века показывает, что в консолидированной демократии кризис легитимности может укрепить легитимность. В данном случае система адаптировалась к желаниям граждан, и США восстановили легитимность.
В середине 1960-х годов легитимность правительства США была поставлена под сомнение, когда граждане начали сомневаться в законности войны во Вьетнаме.

#### 2000 год: переизбрание Джорджа Буша против Эла Гора
На президентских выборах 2000 года в США Джордж Буш проиграл народное голосование, но все же выиграл голосование выборщиков. Многие граждане США не считали это правильным. Легитимность США оказалась под вопросом после решения Верховного суда в деле Буш против Гора. В то время как одни считают, что легитимность президентства оказалась под вопросом, другие считают, что легитимность суда оказалась под угрозой после обнародования решения. После принятия решения 675 профессоров права выступили против решения в газете «Нью-Йорк Таймс».

## Разрешение кризиса легитимности
Когда субъект теряет легитимность, общество больше не доверяет ему в плане поддержания общественного договора. Без общественного договора естественные права общества, такие как жизнь, свобода и собственность, оказываются под угрозой. Поэтому, как правило, в интересах и общества, и актора прекратить кризис легитимности. Существует несколько способов прекращения кризиса легитимности, но в настоящее время нет единой теории относительно лучшего метода. Хотя актор может быть заменен, что видно из многих приведенных выше примеров и эффективно будет завершен кризис легитимности, в данном разделе мы сосредоточимся на разрешении конфликта. В этой ситуации актор, который добивался легитимности до кризиса, вновь обретает легитимность.
Можно восстановить легитимность двумя способами:
1. Восстановление: приведение политических действий в соответствие с общепринятыми социальными ценностями и нормами. В 1956 году в Монтгомери, штат Алабама, продолжавшийся более года бойкот автобусных линий в Монтгомери, в конечном итоге, привел к отмене местного постановления о сегрегации в автобусах. В этом случае, изменив законы в соответствии с общественным мнением, правительство смогло восстановить легитимность.
2. Принуждение к легитимности: использование материальных благ для создания «материального источника власти». Во время геноцида в Руанде в 1994 году потеря легитимности правительства привела к вспышке геноцида. Одна из политических фракций, хуту, убила тысячи членов партии тутси. Руандийскому патриотическому фронту пришлось полагаться на материальные блага международного сообщества в виде оружия и денег, и, таким образом, они смогли восстановить контроль над страной и легитимность власти.